# Pashtun Rahmat
Pashtun Rahmat é uma policial afegã laureada pela BBC uma das 100 Mulheres inspiradoras do ano de 2016 por seu ativismo pelo aumento do número de mulheres atuando na segurança da população de seu país e, com isso, ajudando a torná-lo mais seguro para as mulheres. Por questões culturais, essas policiais são mal-vistas por suas famílias e suas comunidades e sofrem atentados. Em 2021, eram quase 4.000 mulheres policiais no país e o governo planejava aumentar para 10.000 até 2024. Mas em setembro de 2021, as tropas estadunidenses foram retiradas do Afeganistão, o Talibã retomou o poder e a grande maioria das policiais mulheres foi demitida.

## Vida profissional
Pashtun Rahmat (que tinha 36 anos em 2016) é uma policial no Afeganistão; o que faz com que ela seja um símbolo de barreiras de gênero sendo quebradas em seu país. Mesmo tendo que enfrentar condições extremamente desafiadoras no cotidiano de sua profissão, ela gosta do que faz e incentiva que outras mulheres também entrem para a força policial. "Em entrevista à BBC, ela afirmou que outras mulheres não deveriam perder tempo e começar a defender seus direitos desde já".
Pashtun Rahmat é uma ativista em prol da quebra de estigmas de gênero enfrentados pelas mulheres diariamente no Afeganistão, e tem a oportunidade de fazer isso de dentro da força policial, que é responsável pela segurança da população, inclusive das mulheres. Ela comenta que as mulheres que atuam na polícia são mal-vistas em suas comunidades e, muitas vezes, em suas próprias famílias. Em outros casos, as mulheres policiais são inclusive mortas.
Gulafroz Ebtekar, ex-vice-diretora geral da unidade de resposta à família do CID (Criminal Investigation Department ou Departamento de Investigação Criminal em tradução livre), em Cabul, aponta:
| “                                      | A polícia no Afeganistão tinha uma reputação muito ruim. Eles não apenas eram vistos como uma instituição corrupta, mas as mulheres que trabalhavam lá eram vistas como tendo uma moral questionável. Quando entrei, muitos de meus parentes disseram à minha família que eu havia escolhido uma profissão ruim e não conseguiria encontrar um bom marido | ” |
| — Gulafroz Ebtekar, The Guardian, 2022 | |   |

Em 2016, quando Pashtun Rahmat fo laureada pela BBC, cada vez mais mulheres estavam entrando para a policial no Afeganistão; o que auxilia não só a quebra do estigma, mas também um melhor atendimento aos casos e investigações envolvendo mulheres como vítimas. Portanto, Rahmat é uma das mulheres policiais que está ajudando a tornar o país mais seguro para as mulheres que o habitam. Em 2021, eram quase 4.000 mulheres policiais no país e o governo planejava mais do que dobrar esse número até o ano de 2024. A meta foi anunciada após uma policial ter sido morta a caminho do trabalho, na cidade de Jalalabad, na província de Nangarhar.
Contudo, em setembro de 2021, quando as tropas estadunidenses foram retiradas do Afeganistão e o Talibã retomou o poder político à força, a maioria dessas mulheres perdeu seu emprego. Uma pequena parte delas foi redirecionada para administrar as prisões femininas. Um número pequeno de mulheres foi mantido em cargos de oficiais de segurança.

## Estado Islâmico
O Afeganistão voltou a ser dominado pelo Estado islâmico (mais precisamente, o Talibã) desde a retirada das tropas estadunidenses em 2021. É um regime de governo extremista baseado em preceitos religiosos do Alcorão. As leis e a cultura islâmica possuem grande impacto nos mais variados aspectos da vida de uma mulher islâmica, tais como sua educação, oportunidade de emprego, herança, casamento e justiça, entre outros.
Desde a retomada política do país pelo Talibã, ele fechou as escolas de ensino médio para meninas, pois o Islamismo restringe o acesso feminino à educação. Apesar disso, mantém o ensino fundamental e a universidade abertos às mulheres, mas proibiu certos cursos universitários para elas, tais como economia, engenharia, jornalismo, e muitas das ciências sociais e naturais. Segundo a Missão de Assistência das Nações Unidas no Afeganistão (UNAMA), mais de um milhão de meninas afegãs foram proibidas de frequentar a escola em 2021. O que afeta diretamente inclusive a atuação profissional feminina no país.

## Reconhecimento
Pashtun Rahmat foi laureada pela BBC uma das 100 Mulheres inspiradoras do de 2016.